# Громов, Александр Геннадьевич
Александр Геннадьевич Громов (род. 1981, Саранск]) — российский пауэрлифтер. Чемпион мира 2005 года по жиму лежа. Серебряный призёр чемпионата мира 2009 года. Чемпион Европы по пауэрлифтингу 2006 года. Двукратный чемпион Европы по жиму лежа.

## Карьера
Александр Громов родился в 1981 году в Саранске. Спортом стал заниматься в двенадцатилетнем возрасте, в шестнадцатилетнем возрасте перешёл в пауэрлифтинг, где его тренером стал А. Б. Холопов.
В 2000 году Александр выполнил сразу два норматива — «Мастер спорта» (на зональных соревнованиях в Ульяновске) и «Мастер спорта международного класса» (на первенстве России среди юниоров в Сергиевом Посаде).
В 2001 году Александр вошёл в юниорскую сборную страны, в составе которой участвовал и победил на первенстве Европы. В том же году Александр стал и чемпионом мира. В течение последующих трех лет Громов неизменно побеждал и на первенстве Европы, и на первенстве мира.
Побив все рекорды среди юниоров, в 2005 году Александр перешёл во взрослую категорию. Уже в декабре 2005 года из Стокгольма Александр привозит золото чемпионата мира по жиму лёжа. В 2006 году становится чемпионом Европы.
Многократный призёр и победитель чемпионатов мира, Европы и России по пауэрлифтингу и жиму лёжа.